# Přetečení
Přetečení je jev, který nastane, pokud výsledek aritmetické operace nelze vyjádřit v daném číselném formátu. 
O přetečení se hovoří zpravidla v souvislosti s mikroprocesory a dvojkovou soustavou. Při vykonání aritmetické operace, při které dojde k přenosu na nejvýznamnějším bitu registru, se přenos nemůže provést do vyššího bitu. Proto se místo toho nastaví příslušný příznak přenosu.
Příkladem může být sčítání dvou osmibitových kladných celých čísel, kde součet přesáhne 255.